# Timberlane
Timberlane – jednostka osadnicza w Stanach Zjednoczonych, w stanie Luizjana, w parafii Jefferson.